# Halictus frontalis
Halictus frontalis är en biart som beskrevs av Smith 1853. Halictus frontalis ingår i släktet bandbin, och familjen vägbin. Inga underarter finns listade i Catalogue of Life.